# Crkva sv. Mihaela u Sračincu
Župna crkva sv. Mihaela arkanđela u Sračincu izgrađena je 1925. godine prema projektu prof. Stjepana Podhorskog na temeljima stare kapele iz 16. stoljeća.

## Povijest prije današnje župne crkve
Crkva sv. Mihaela arkanđela u Sračincu prvi se put spominje 1638. godine kao kapela varaždinske župe. Naravno da tada nije imala izgled kao danas. Kapela je građena u 16. stoljeću u gotičkom stilu s dimenzijama 14,3 s 8,2 metara, a bila je orijentirana u smjeru istok-zapad. Imala je lađu široku kao i svetište, sa sjeverne strane je bila sakristija dok je toranj bio u pročelju.
Iz vizitacije varaždinske župe, koju je 1638. godine obavio arhiđakon Petar Oškoci, može se i nešto pobliže saznati o izgledu spomenute kapele. U spisu vizitacije stoji, naime, da je kapela zidanica sa zidanim zvonikom u kome je jedno posvećeno zvono, dok je oko kapele dobro ograđeno groblje. Navodi se da je kapela imala samo jedan oltar; ali ne i popločani pod te da je stara više od sto godina. Ta je kapela služila mještanima sve do 1925. godine kada je na nju nadograđena velika crkva. Sve se to odvijalo u vrijeme varaždinskog župnika Janka Gjuda i župnog nadarbenika i kanonika Milana Nikšića koji je zapravo bio i najzaslužniji za izgradnju nove crkve. Razlog i ideje varaždinskih župnika o većoj crkvi u Sračincu zapisani su u Spomenici župe svetog Nikole iz Varaždina gdje stoji: "Selo Sračinec brojem duša sve je više raslo. Stara crkva bila je premalena, pa se nazad 50 godina ozbiljno mislilo ili na proširenje stare ili na gradnju nove crkve." Pokojni župnik Makso Kolarić stalno je imao osnovu da se proširi stara kapela, ali je ipak stvar zaspala. Župnik Risek jednako je snovao o nadogradnji, pače i o osnutku župe u Sračincu, ali i opet je ostalo sve po starom. Nakon Prvoga svjetskog rata župnik Gjud dao je načiniti nacrte da se staroj kapeli sa strane prizidaju dvije lađe, a svetište da se produži, ali ni ova osnova nije izvršena. Ozbiljnije pripreme za gradnju počele su 1923. i 1924. godine, a neposredni povod bio je zapravo nepravedni zakon o agrarnoj reformi. Prema njemu je, naime, kapeli svetog Mihaela oduzeto 120 jutara zemljišta koje je razdijeljeno agrarnim interesentima čime je kapeli nanesena velika šteta. Brojni mještani tome su se usprotivili pa je zemlja vraćena u posjed kapele. Uz dozvolu duhovnih vlasti odmah je prodano oko 55 jutara zemlje na "Velikom Kosovu", a kako ostatak nije prelazio zakonski maksimum to posjed više nije bio na udaru agrarne reforme. Nacrt za crkvu radio je zagrebački arhitekt Stjepan Podhorsky, a u Spomenici župe sv. Nikole ostalo je zapisano: "Rano u proljeće 1925. godine bio je pozvan arhitekt profesor Stjepan Podhorsky iz Zagreba da načini nacrt za gradnju nove crkve. Kod sastava tog nacrta zahtijevao je čuvar povijesnih starina prof. Gjuro Szabo, da se od stare kapele sačuva svetište." U vidu toga načinio je arhitekt Podhorsky nacrt po kome je od stare crkve ostao toranj i svetište, a među njih je umetnuto novo svetište, velika kupola, pobočne lađe, kor, pročelje sa stubištem i stupovima.

## Tlocrt prema krunidbenoj crkvi
Crkvu je prof. Podhorsky projektirao prema tlocrtu krunidbene crkve hrvatskog kralja Tomislava s Duvanjskog polja na spomen tisućite obljetnice krunidbe održane 1925. godine.

## Izgradnja župne crkve
Gradnja nove crkve počela je 11. svibnja 1925. godine blagoslovom kamena temeljca što je obavio kanonik Ignacije Debeljak uz asistenciju domaćeg župnika Gjuda i prebendara Nikšića. Budući da su tijekom gradnje nastali neplanirani izdatci, prodano je pet i pol jutara zemlje na Rakovici kako bi se pokrio dug. Gradilo se velikom brzinom tako da je gradnja dovršena krajem listopada 1925. godine, a nakon dobivanja dozvole za javnu uporabu kanonik Ignacije Debeljak blagoslovio ju je i predao za javno bogoslužje 2. veljače 1926. godine.

## Opis crkve
Crkva je građena u starohrvatskom stilu. Ima dužinu od 25,5 metara, široka je 18 metara, visina lađe je 17, a tornja 25,6 metara. Oslikavanje unutrašnjosti crkve započelo je ljeti 1933. godine, a završeno u kolovozu sljedeće. Oslikao ju je slikar samouk Josip Sukačić iz Majerja pod nadzorom slikarskog obrtnika Dragutina Jambrošića. U svetištu iznad oltara naslikana je velika slika Posljednje večere, a sa strane likovi sv. Ivana Krstitelja i sv. Stjepana prvomučenika. Na svodu svetišta naslikano je uzašašće Marije na nebo te Isus Dobar Pastir. Na stupovima kupole naslikana su četiri evanđelista te sv. Franjo Ksaverski i sv. Terezija od Malog Isusa, dok su ostali dijelovi crkve ukrašeni jednostavnom dekoracijom.

## Povijest nakon izgradnje župne crkve
Tijekom godina, gotovo kroz pola stoljeća, u crkvu se nije ništa ulagalo tako da je objekt znatno propao, posebice krovište s limarijom te fasada crkve i tornja. Obnova je, prema zapisima iz spomenice, nakon punih 48 godina od izgradnje, započela 1973. godine. Skele su za tu prigodu bile posuđene od različitih obrtnika iz Marije Bistrice, Bednje, Ivanca, Kamenice te jednog domaćeg obrtnika. Domaći župljani su se svesrdno uključili u obnovu crkve jer je sve rađeno isključivo na dobrovoljnoj bazi. Čak su se i žene i djeca penjala po skelama čisteći zidove i pripremajući ih za novu fasadu. Godinama slabo održavana crkva tražila je pozamašne zahvate kako bi se zaštitila od propadanja. Tako je početkom 1984. godine mjesni župnik izložio vjernicima potrebu za uređenjem krovišta pokrivenog eternit pločama s obzirom na to da su bile dotrajale i već na mnogim mjestima napuknule pa je krovište prokišnjavalo. Te je godine, međutim, prekrivena samo sakristija gdje je stanje bilo najgore, a stvari kreću nabolje sljedeće 1985. godine. Te su godine, naime, u crkvi blagoslovljene orgulje pristigle u Sračinec iz Norveške. Neobično putovanje orgulja s krajnjeg sjeveroistoka Europe do Sračinca popratili su i norveški mediji, a posebice je odjeknula reportaža jedne radio-novinarke koja je ukazala da vlaga s krovišta crkve što prokišnjava prijeti freskama. Ubrzo su se javila tri norveška dobročinitelja čijim je povećim materijalnim prilogom započela obnova krovišta. Tom prigodom popravljeno je cijelo krovište uključujući i popravak kompletne drvene konstrukcije te prekrivanje novim eternit pločama. Prekriven je sav krov osim tornja i kupole. Toranj je došao na red 1995. godine kada je zamijenjena sva drvena konstrukcija te postavljen pokrov od bakrenog lima pa je te godine toranj doista u cijelosti obnovljen od vrha do dna. Sljedeće godine napravljena je nova limarija od bakra kako bi se zaštitila fasada. Konačno, 2007. i 2008. godine crkva dobiva novi pokrov jer su eternit ploče u cijelosti zamijenjene bakrenim limom. Ranije, 1991. godine, postavljen je bakreni krov na okrugli dio svetišta i s druge strane tornja iznad stepenica što vode na kor u tornju. Tom je prigodom uređeno i predvorje te obojani zidovi i vrata. Također, 1995. i 1996. godine izvedena je kompletna obnova fasade. Riječ je bila o vrlo zahtjevnom poslu s obzirom na to da se na tornju i ostalim dijelovima stare crkve morala primjenjivati posebna mjera zaštite od vlage. U tu je svrhu oko crkve napravljena i nova drenaža za zaštitu temelja crkve od vlage. Te su godine uređene i stepenice na glavnom ulazu i atrij. Poslovi su rađeni prema nacrtu tadašnjeg župnika Vjekoslava Gabuda. Godine 2005. na ulazu u sakristiju postavljena je rampa za invalide te je na taj način praktično dovršena vanjska obnova crkve tako da njen vanjski izgled može biti na ponos svih župljana.

## Orgulje
Orgulje je izgradio Josef Hilmar Jørgensen 1918. godine za veliku dvoranu u gradskoj kući Bakke Bydelshus, u norveškom gradu Trondheimu, kao opus 455. Vladimir Drožđek, rodom iz Svibovca Podravskog, koji živi i radi u Norveškoj, čuo je radio oglas u kojem je bilo objavljeno da se mijenjaju klasične orgulje za neki stari instrument. Ponudio je za zamjenu svoju staru harmoniku, a kada je ponuda prihvaćena došao je u posjed pravih, klasičnih orgulja. Ubrzo se našao u neprilici, jer je orgulje morao do točno određenog datuma maknuti, ali nitko nije bio za njih zainteresiran. U listopadu 1984. godine njegov daljnji rođak, župnik Ivan Košić iz Križovljana pomogao mu je u tome uspostavivši kontakt s Vjekoslavom Gabudom, župnikom iz Sračinca, velikim znalcem i ljubiteljem glazbe. Župnik Gabud bio je jako zainteresiran za te orgulje, no trebalo je provjeriti u kakvom su stanju, te isplati li se uopće dopremati ih iz Norveške. Zbog toga je s prijateljem Filipom Antolićem Sobanom, graditeljem orgulja iz Zagreba, otputovao u Norvešku kako bi provjerio stanje orgulja. Kako orgulje nisu bile u lošem stanju, njihova demontaža počela je 20. studenoga 1984. godine, a trodnevni posao popratili su i norveški mediji. Vladimir Drožđek je u razgovoru s novinarima istaknuo kako nema financijskih sredstava za prijevoz orgulja. Na radiju o svemu doznaje autoprijevoznik iz Norveške Knult Malde i odmah se ponudio prevesti orgulje do Sračinca potpuno besplatno. To je i učinio, te su orgulje već 6. prosinca 1984. godine u popodnevnim satima bile u Sračincu, a o putu i svemu ostalome, izvještavala su dva norveška novinara. Tom prigodom velečasni Slavko Gabud obećao je norveškoj javnosti da će orgulje biti spremne za blagoslov i prvi koncert do Uskrsa 1985. godine. Pred crkvom je orgulje sačekalo oko dvadesetak mještana koji su potom dio po dio orgulja nosili u desnu crkvenu lađu. Dan prije Bogojavljenja 1985. godine, prečasni Gabud započeo je montažu orgulja na koru crkve, premda mu je posao uvelike otežavala hladnoća. Sve je većinom radio sam uz pomoć orguljašice Vlatke Ivek te nekoliko školske djece. Kućište orgulja, koje je bilo prilično oštećeno, obnovio je župnikov brat, autolakirer Tomo Gabud iz Varaždina. Obnovu manualne klavijature napravio je Filip Antolić-Soban. Prilikom ovih radova iz orgulja je uklonjen jedan tiši registar kako bi se napravilo mjesta za ugradnju registra Mixtura - potrebnog da upotpuni snagu i svečani zvuk cijelih orgulja. Tu zamjenu, i izradu novih svirala za Mixturu, također je izveo Filip Antolić-Soban. Orgulje su bile postavljene i spremne za blagoslov dan prije Cvjetnice 1985. Na orguljama je prvi svirao gosp. Vladimir Drožđek, a prva skladba izvedena na njima u Sračincu bila je norveška himna. Svečanost (blagoslov, kolaudacija) bila je na sam Uskrs, a orgulje je blagoslovio pomoćni biskup zagrebački mons. dr. Đuro Kokša. Za tu je prigodu u Sračinec pristigao veći broj Norvežana kao i njihovi novinari. Prigodom blagoslova na orguljama je svirao tadašnji student glazbe Zdenko Kušćer iz Varaždina. Nakon sv. Mise nastupio je zbor iz Kristiansanda kojim ravna gosp. Vladimir Drožđek. Velika obnova orgulja uslijedila je već 2003. godine kada je pneumatika zamijenjena elektropneumatskim sustavom čime su orgulje postale funkcionalnije i jednostavnije za održavanje. Tom prigodom je postavljen i novi, električni sviraonik.
U današnje vrijeme, orgulje se redovito održavaju te se na njima svira redovito svakog radnog dana i nedjeljom na dvije mise. Još jedan veliki zahvat zbio se 2017. godine, kada su već dotrajali električni kontakti u sviraoniku orgulja zamijenjeni novima, te je sada njihov rok znatno produžen.

### Opis orgulja
Orgulje elektropneumatskog sustava imaju dvanaest svirajućih registara raspoređenih na dva manuala i pedal. Dispozicija (popis registara) je koncipirana romantično; orgulje imaju više od pola registara (sedam od dvanaest) normalne visine (8'). Također sadrže puno solo-registara, uključujući i Trompetu, što je rijetkost kod manjih orgulja. Kućište je neoklasicističko - ima visoke stupove i veliki prospekt (prednju stranicu orgulja), te vrlo duge svirale u prospektu. Na okvirima prospektnih otvora su vegetabilni uzorci. Za neoklasicističke orgulje su karakteristične vrlo duge svirale u prospektu. Prospekt je podijeljen u tri polja s po jedanaest svirala. Na vrhu srednjeg prospektnog polja nalazi se pozlaćena anđeoska glava s krilima. Iznad lijevog i desnog polja su grbovi: iznad lijevog polja je grb s prikazom gradske kuće Bakke Bydelshus, gdje su orgulje bile do 1984. godine, a iznad desnog polja je grb grada Varaždina kojeg je izradila kćer graditelja orgulja Filipa Antolića, Ružica Antolić. Kućište (prvotno plave boje) obojeno je jednostavnim i blagim bojama. Ispod prospektnih polja postoje zapisi iz 1985. godine. Ispod lijevog polja piše: „Dobrotom bakenlanđana Uskrs 1985.“, a ispod srednjeg: „Radom i zaslugom župnika Slavka Gabuda / restaurirali T. Gabud i F. Antolić graditelj orgulja“. Ispod desnog polja je zapis: „Dar V. Drožđek Kristiansand“.

### Dispozicija orgulja
| I. manual (C-g3) | II. manual (C-g3)      | Pedal (C-e1)   |
| ---------------- | ---------------------- | -------------- |
| 1. Bordun 16'    | 7. Geigenprincipal 8'  | 11. Subbas 16' |
| 2. Principal 8'  | 8. Liblich Gedäkt 8'   | 12. Violon 8'  |
| 3. Gamba 8'      | 9. Flöta 4'            |                |
| 4. Hohlflöte 8'  | 10. Mixtur 1 1/3' (IV) |                |
| 5. Octav 4'      |                        |                |
| 6. Trompet 8'    |                        |                |

Spojevi: II-I, I-P, II-P, Sub I, Super I, Sub II-I, Super II-I

Kolektivi: P, MF, F, T

Pomagala: 1 slobodna kombinacija, isključivač jezičnjaka

## Krstionica
Godine 1979. je po nacrtu akademskog slikara i kipara Pavla Vojkovića iz Varaždina izgrađena krstionica s vrlo lijepim krsnim zdencem od mramora. Krstionica je uređena u nekadašnjem praznom i zapuštenom prostoru s desne strane svetišna, a na novootvorene veće prozore austrijski majstor Kily Klemend postavio je vitraje dok je pod obložen kamenom venecijanerom. Podove je kao svoj doprinos župi postavio domaći majstor.

## Promjene nakonDrugog vatikanskog sabora
Liturgijske promjene donijete na Drugom vatikanskom saboru uvjetovale su i promjene u izgledu svetišta. Do 1965. godine svećenik je, tijekom bogoslužja leđima bio okrenut narodu tako da nije bilo oltara u središtu svetišta, nego pri njegovom kraju pa je zbog promjena valjalo prilagoditi i izgled svetišta u čiju se obnovu krenulo 1982. godine. Nacrt za obnovu svetišta izradio je prof. Pavle Vojković. Zidarski radovi su završeni kroz tri tjedna, a postavljeni su i novi vitraji trojice arkanđela. Od dotadašnje mramorne menze-oltara izrađena je menza novog oltara veličine 200×95 centimetara, a od ostatka mramora postolje novog oltara. Svetište je produženo za oko dva metra s tri stepenice od mramora i sa svake strane polukružnim stepenicama. Uz zid u polukrugu postavljen je drveni podij sa stolicama za koncelebrante.